# Espions en hélicoptère
Espions en hélicoptère (The Helicopter Spies) est un film d'espionnage américain réalisé par Boris Sagal, sorti en 1968.

## Synopsis
Napoléon Solo et Illya Kouriakine, agents très spéciaux de l'U.N.C.L.E., sont envoyés sur une île au large de l'Afrique du Nord où des phénomènes aussi étranges qu'inquiétants s'y produisent, motivant leur intervention : les habitants meurent sous l'action d'un mystérieux thermo-prisme qui les emporte et les dissout littéralement. Ils se retrouvent alors dans le repaire de Luther Sebastian, un dangereux mégalomane qui détient une arme redoutable : un rayon mortel qui détruit tout ce qu'il cible.

## Fiche technique
- Titre : Espions en hélicoptère
- Titre original : The Helicopter Spies
- Réalisateur : Boris Sagal, assisté de Paul Baxley
- Scénario : Dean Hargrove
- Direction artistique : James W. Sullivan et George W. Davis
- Décors de plateau : Henry Grace et Hugh Hunt
- Pays d'origine :  États-Unis
- Durée : 95 minutes
- Dates de sortie : 
  - France : 15 septembre 1968

## Distribution
- Robert Vaughn (VF : Michel Roux) : Napoleon Solo
- David McCallum (VF : Philippe Mareuil) : Ilya Kuryakin
- Julie London : Laurie (Laura en VF) Sebastian
- Carol Lynley : Annie
- Thordis Brandt
- Bradford Dillman (VF : Jacques Thébault) : Luther Sebastian
- John Dehner (VF : Paul-Émile Deiber) : Dr Parviz Kharmusi
- Lola Albright (VF : Nadine Alari) : Azalea (Azalée en VF)
- Leo G. Carroll (VF : Lucien Bryonne) : Alexander Waverly
- John Carradine
- Roy Jenson (VF : Pierre Garin) : Carl
- H.M. Wynant (VF : Sady Rebbot) : Ali Aksoy
- Arthur Malet
- Kathleen Freeman
- Robert Karnes : le capitaine du bateau
- Barbara Moore
- Sid Haig
- Lyzanne La Due.